# فسیل زنده

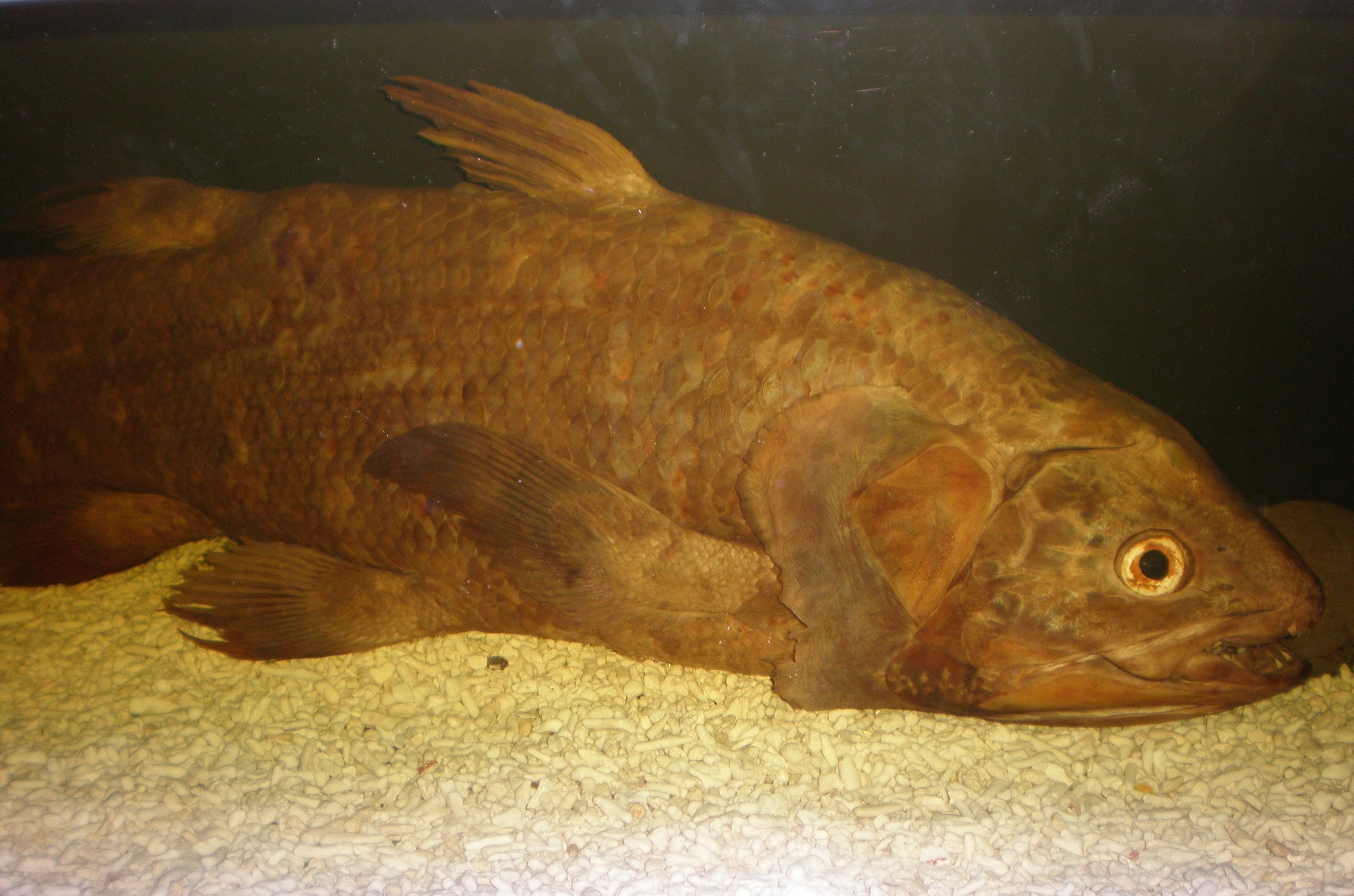
تهی‌خار، راسته‌ای از آبزیان است که یک فسیل زنده به‌شمار می‌رود. قدیمی‌ترین فسیل به دست آمده از تهی‌خار، ۶۵ میلیون سال قدمت دارد.

سنگوارهٔ زنده یا فسیل زنده به گونهٔ زنده کنونی گفته می‌شود که ظاهری شبیه به یک گونهٔ فسیل‌شده داشته باشد؛ اگرچه خویشاوندی زیستی نزدیکی بین آن‌ها وجود نداشته باشد. فسیل زنده یک اصطلاح علمی نبوده و اغلب توسط منابع خبری به کار می‌رود.